# 姚译添
姚译添（1988年8月22日—），山西省运城市人，中国大陆媒体人，毕业于浙江传媒学院文化产业管理专业，现任浙江卫视节目中心副主任兼主任经理，星图工作室主理人。

## 经历
2006年至2010年考入浙江传媒学院文化产业管理专业。
2010年从浙江传媒学院毕业后，加入浙江广播电视集团,随后被分配至浙江卫视节目中心工作，一入台便担任制作《麦霸英雄汇》直播节目。，
2011年至2013年，参与《中国梦想秀》第1季-第7季。
2012年，以嘉宾身份参与浙江卫视闯关节目《心跳阿根廷》。
2014年开始，参与制作两季《爸爸回来了》，并参与制作第三、四季的《奔跑吧兄弟》。
2017年，正式参与制作《奔跑吧》并成为总导演。
2017年8月25日，配合中国蓝九周年，领衔参与浙江卫视员工版《梦想天空分外蓝》员工版MV。
2018年，与浙江卫视晚会导演陈学武担任浙江卫视燃情贺岁夜（《中国蓝燃情贺岁夜》）总导演。
2019年，担任旅行真人秀《各位游客请注意》总导演。
2020年11月，配合浙江卫视“综艺制造R标工作室”改革，正式成立“星图工作室”。，
2021年8月，担任科学实验真人秀《嗨放派》总导演。